# Kevin Shem
Kevin Shem Lata là một cầu thủ người Vanuatu thi đấu ở vị trí hậu vệ.